# Смаилов, Алихан Асханович
Алиха́н Асха́нович Смаи́лов (каз. Әлихан Асханұлы Смайылов; род. 18 декабря 1972, Алма-Ата, Казахская ССР, СССР) — казахстанский государственный и политический деятель, премьер-министр Республики Казахстан с 11 января 2022 по 5 февраля 2024 года. Председатель Высшей аудиторской палаты Республики Казахстан со 2 апреля 2024 года.

## Биография
Происходит из рода канлы.
В 1994 году окончил Казахский государственный национальный университет имени аль-Фараби по специальности «прикладная математика», а в 1996 году — Казахстанский институт менеджмента, экономики и прогнозирования при Президенте Республики Казахстан, получив степень магистра государственного управления.
5 января 2022 года указом Президента Республики Казахстан был назначен временно исполняющим обязанности премьер-министра Республики Казахстан.
11 января 2022 года Указом Президента РК назначен на должность премьер-министра республики Казахстан.

## Карьера
- Сотрудник Инвестиционно-приватизационного фонда «А-Инвест» (1993—1995)[1];
- Главный специалист отдела торговли и промышленности администрации города Алматы (1995—1996);
- Стажёр Высшего экономического совета при Президенте Республики Казахстан (1996);
- Заместитель начальника управления, начальник управления Национального статистического агентства Республики Казахстан (август 1996 — март 1998);
- Заместитель председателя Комитета по статистике и анализу Агентства по статистическому планированию и реформам Республики Казахстан (март 1998 — апрель 1998);
- Главный эксперт, заведующий сектором Администрации Президента Республики Казахстан (1998—1999);
- Государственный инспектор организационно-контрольного отдела Администрации Президента Республики Казахстан (август — ноябрь 1999);
- Председатель Агентства Республики Казахстан по статистике (ноябрь 1999 — февраль 2003);
- Вице-министр иностранных дел Республики Казахстан (февраль 2003 — 2003);
- Председатель Правления Акционерного общества «Государственная страховая компания по страхованию экспортных кредитов и инвестиций» (2003—2006);
- Вице-министр финансов Республики Казахстан (февраль 2006 — январь 2007);
- Президент АО «Национальный холдинг „ Казагро“» (январь 2007 — ноябрь 2008);
- Вице-министр финансов Республики Казахстан (21 ноября 2008 — октябрь 2009);
- Председатель Агентства Республики Казахстан по статистике (27 октября 2009 — 13 августа 2014);
- Председатель Комитета по статистике Министерства национальной экономики РК (август 2014 — декабрь 2015);
- Помощник президента Республики Казахстан (11 декабря 2015 — 18 сентября 2018);
- Министр финансов Республики Казахстан (с 18 сентября 2018[2] — 18 мая 2020[3])
- Первый заместитель премьер-министра — министр финансов Казахстана (25 февраля 2019[4] — 11 января 2022)
- Первый заместитель премьер-министра РК (с 18 мая 2020, переназначен 18 января 2021)[5]
- Исполняющий обязанности премьер-министра РК (с 5 января 2022)
- Премьер-министр РК (11 января 2022 — 5 февраля 2024)[6]

Прочие должности:
- Член совета директоров АО «Государственная страховая корпорация по страхованию экспортных кредитов и инвестиций» (сентябрь 2006 — март 2007);
- Член совета директоров АО "Холдинг «Самрук» (декабрь 2006 — март 2007);
- Член совета директоров АО "Национальный холдинг «КазАгро» (декабрь 2006);
- Председатель советов директоров АО «Продовольственная контрактная корпорация», АО «Казагромаркетинг», АО «КазАгроФинанс», АО «Аграрная кредитная корпорация» (2007—2008);
- Член Комиссии по улучшению взаимодействия с международным финансовым сообществом (30 января 2009);
- Заместитель управляющего представителей Республики Казахстан в Советах Управляющих (20 марта 2009);
- Член совета директоров АО "Фонд национального благосостояния «Самрук-Қазына» (с 29 декабря 2015);
- Член Совета иностранных инвесторов при Президенте Республики Казахстан (с 08 июня 2016);
- Представитель Президента Республики Казахстан в Правлении Национального Банка РК (с 2 февраля 2016)
- Член Комитета по контролю за реализацией программы трансформации при Совете директоров «Самрук-Қазына» (с мая 2016)
- Представитель Казахстана в Совете Евразийской экономической комиссии (с апреля 2019)
- Президент Союза Федерации по президентским тестам и президентским многоборьям (с 26 декабря 2019)

## Награды
- Орден «Парасат» (2020)[7].

- Медали: «Ерен еңбегі үшін», «10 лет независимости Казахстана», «10 лет Конституции Казахстана», «10 лет Астане», «За вклад в создание Евразийского экономического союза» II степени (08.05.2015)[8], «За вклад в развитие Евразийского экономического союза» (29.05.2019)[9].

## Дипломатический ранг
- «Советник 1 ранга»

## Семья
- Отец: Смаилов Асхан Смаилович бывший главврач поликлиники № 17 Алма-Аты.[10] (род. 17 июня 1948)
- Мать: Анаркуль Тайжанова (род. 4 ноября 1947)

Алихан Смаилов женат, воспитывает троих детей: Асхан Айзере Алиханқызы (род. 1 марта 2013), Асхан Жания Алиханқызы (род. 20 июля 2015), Асхан Алисултан Алиханулы (род. 10 сентября 2018)
- Жена: Смаилова Балжан Дуанбековна (род. 1 сентября 1987)
- Сестра: Абильдаева Толкын Асхановна (род. 29 июня 1969)
- Брат: Смаилов Ержан Асханович (род. 10 сентября 1983)[11]